# Phyllophila flavitermina
Phyllophila flavitermina är en fjärilsart som beskrevs av George Francis Hampson 1902. Phyllophila flavitermina ingår i släktet Phyllophila och familjen nattflyn. Inga underarter finns listade i Catalogue of Life.